# Alexandr Fadeev
Alexandr Vladimirovich Fadeev (em russo:  Алекса́ндр Влади́мирович Фаде́ев; Kazan, RSFS da Rússia, 4 de janeiro de 1964) é um ex-patinador artístico russo. Fadeev conquistou uma medalha de ouro e três de bronze em campeonatos mundiais, e quatro medalhas de ouro e duas de bronze em campeonatos europeus. Ele também competiu nos Jogos Olímpicos de Inverno de 1984 e 1988.

## Principais resultados
| Resultados                                                            | Resultados        | Resultados      | Resultados       | Resultados        | Resultados        | Resultados        | Resultados      | Resultados        | Resultados        | Resultados      | Resultados        | Resultados       |
| Internacional                                                         | Internacional     | Internacional   | Internacional    | Internacional     | Internacional     | Internacional     | Internacional   | Internacional     | Internacional     | Internacional   | Internacional     | Internacional    |
| Evento/Temporada                                                      | 1978– 1979        | 1979– 1980      | 1980– 1981       | 1981– 1982        | 1982– 1983        | 1983– 1984        | 1984– 1985      | 1985– 1986        | 1986– 1987        | 1987– 1988      | 1988– 1989        | 1989– 1990       |
| --------------------------------------------------------------------- | ----------------- | --------------- | ---------------- | ----------------- | ----------------- | ----------------- | --------------- | ----------------- | ----------------- | --------------- | ----------------- | ---------------- |
| Jogos Olímpicos                                                       |                   |                 |                  |                   |                   | 7.º               |                 |                   |                   | 4.º             |                   |                  |
| Campeonato Mundial                                                    |                   | 14.º            |                  | 10.º              | 4.º               | Medalha de bronze | Medalha de ouro | Medalha de bronze | Medalha de bronze | WD              | 4.º               |                  |
| Campeonato Europeu                                                    |                   |                 | 9.º              | 5.º               | Medalha de bronze | Medalha de ouro   |                 | Medalha de bronze | Medalha de ouro   | Medalha de ouro | Medalha de ouro   |                  |
| NHK Trophy                                                            |                   | 9.º             |                  |                   | Medalha de prata  |                   | Medalha de ouro |                   | WD                |                 | Medalha de ouro   | Medalha de prata |
| Prize of Moscow News                                                  |                   |                 | 5.º              |                   | Medalha de ouro   |                   | Medalha de ouro | Medalha de ouro   |                   | Medalha de ouro | Medalha de bronze |                  |
| Internacional – Júnior                                                |                   |                 |                  |                   |                   |                   |                 |                   |                   |                 |                   |                  |
| Campeonato Mundial Júnior                                             | Medalha de bronze | Medalha de ouro |                  |                   |                   |                   |                 |                   |                   |                 |                   |                  |
| Nacional                                                              |                   |                 |                  |                   |                   |                   |                 |                   |                   |                 |                   |                  |
| Campeonato Soviético                                                  |                   | 4.º             | Medalha de prata | Medalha de bronze | Medalha de ouro   |                   |                 | Medalha de ouro   | Medalha de ouro   | Medalha de ouro | Medalha de ouro   | Medalha de ouro  |
|                                                                       |                   |                 |                  |                   |                   |                   |                 |                   |                   |                 |                   |                  |
| Legenda: WD = Abandonou; Competição não foi disputada nesta temporada |                   |                 |                  |                   |                   |                   |                 |                   |                   |                 |                   |                  |